# Domprix
Domprix is een gemeente in het Franse departement Meurthe-et-Moselle (regio Grand Est) en telt 69 inwoners (2009).
De gemeente maakt deel uit van het arrondissement Briey en sinds 22 maart 2015 van het kanton Pays de Briey. Daarvoor hoorde het bij het kanton Audun-le-Roman, dat op die dag opgeheven werd.

## Geografie
De oppervlakte van Domprix bedraagt 8,1 km², de bevolkingsdichtheid is dus 8,5 inwoners per km².
De onderstaande kaart toont de ligging van Domprix met de belangrijkste infrastructuur en aangrenzende gemeenten.

## Demografie
Onderstaande figuur toont het verloop van het inwonertal (bron: INSEE-tellingen).